# ジャイアント吉田
ジャイアント 吉田（じゃいあんと よしだ、1936年〈昭和11年〉1月25日 - 2023年〈令和5年〉1月2日）は、日本のミュージシャン、催眠術師、一般財団法人日本催眠術協会理事長。東京都新宿区富久町出身。「実践催眠の第一人者」。催眠術師としては吉田 かずお名義も使用、本名∶吉田 一男。

## 人物
両親と姉二人との生活。父は地図製版の仕事をしており、軍の機密に関与していた。
6歳の時に東京大空襲により、千葉や青梅に疎開。高校卒業後日大経済学部に入学。 
小学生時代から講道館柔道を三船久蔵師より学び、大学では空手も始める。
その後に、神宮の杜で太気拳を澤井健一宗師に学び、太気拳草創期の弟子の１人(3番目の弟子)である。
1954年、日本大学経済学部入学。
1958年、大学卒業後「ジャイアント吉田」としてジミー時田とマウンテン・プレイボーイズに参加して芸能界デビュー。マンドリン＆ボーカルを担当し、その後初期の「ザ・ドリフターズ」として活動する。メンバーはいかりや長介、小野ヤスシ、猪熊虎五郎、飯塚文雄、加藤茶。
また並行して本格的に催眠についても学習を始め、武道と同じく理屈や理論ではなく実践あるのみという道をたどる 。
1964年、ザ・ドリフターズを脱退して小野ヤスシ・飯塚文雄・猪熊虎五郎でドンキーカルテットを結成。
1970年、『宮本武蔵』をリリース。作詞・作曲およびパーカッションとリードボーカルを担当し、ドンキーカルテット唯一のヒット曲となった。
1971年、ドンキーカルテット解散。 
1973年、吉田・猪熊・祝勝と3人で「ジャイアント吉田とシンフォニック・マッド」を結成。
1970年代末期、西ヒトシ・ジョニー高田・藤川英二と４人で「ジャイアント吉田とブラックジャック」を結成。
1973年、思考系ボードゲームである『オセロ』のコマーシャルに起用される。
1980年代末期、猪熊・やまだマサと5人組「ジャイアント吉田とドンキーズ」を結成、メンバーは流動的で活動を休止した期間もあるが、途中病気療養することより活動を辞退した猪熊に交代してばんきんや・ニック下平らを加え、晩年まで活躍していた。
1985年、東京渋谷代官山にて、催眠クリニックを開設。のべ8,000人余りのカウンセリングを行なった。
1986年、「奇跡的にやせる美女催眠―心も身体も新しく甦る」を出版。「サイコアップ」などのビデオ作製も行う。
1988年12月、ミスターマリックの裏方として参加。
2009年1月1日、任意団体として日本催眠術協会を発足し理事長に就任
、2010年一般財団法人として登記、その他オーナーとしてハワイアンのライブハウスの経営したが閉店し、その後は千葉県鴨川市にハワイアンレストラン「ラハイナ」を経営していた。。
2014年、インド王族武術(日本宗家)である「Team DATE」の名誉顧問に就任、のちの2024年1月2日よりTeam DATEが吉田流太気拳 正統の後継団体になったと正式に発表。
2023年1月2日に死去、享年86歳。

## エピソード
- 催眠は子供の頃から日常的に見ていた催眠芸などに魅入られて催眠術関連の書籍を読み、催眠ショーを見るなど大学時代には催眠で報酬を得られていた [14]。
- 自費出版として、CDとDVDがセットになった『実践催眠誘導技法TEXT』が発売されている[15]。

## 出演

### TV
- WAッ!熊が出た!!（1984年、日本テレビ）- 小野ら元メンバーも出演して『帰ってきたドンキーカルテット』コーナーで往年の音楽コントを披露。
- 11PM（日本テレビ放送網）- 催眠術師として出演。

### ＣＳ放送
- パラダイステレビ 催眠術をかけた女の子にヤリたい放題出来ちゃう生放送２（2014/3/13）※出演 篠田ゆう・桜瀬奈・夏目葵・栗原萌香。- ジャイアント吉田名義。

### 映画
出演映画は全てジャイアント吉田名義
- 喜劇 泥棒学校（1968年・大映）主演 田宮二郎。- 健 役
- 悪党社員遊侠伝（1968年・松竹）主演 牧伸二・なべおさみ・小野ヤスシ。- 山村 役
- めまい（1971年・松竹）主演 辺見マリ。- 加納圭介 役
- 喜劇 花嫁戦争（1971年・松竹）主演 和田アキ子。- 知念 役
- スタア（1986年・日本ヘラルド映画）主演 原田大二郎。- 織田 役

### CM
- ツクダオリジナル オセロ「西から東へ」編（1973年10月～）- ジャイアント吉田名義。

## 著書
- 奇跡的にやせる美女催眠 - 心も身体も新しく甦る（1986年12月1日、ワニブックス）- 吉田一男名義。

### 関連著書
- 伝説の催眠術師、吉田かずお先生からならったこと: 二年目の催眠感想文（2016年6月7日、Kindle）石川真:著、吉田かずお監修
- マニュアル通りでできる！　万能催眠誘導法　吉田式呼吸法のすべて（2016年9月21日、Kindle）石川真:著、吉田かずお監修
- 吉田かずお式催眠術のカナメ　ラポール形成を徹底解剖する: 催眠誘導をより確実に行なうための方法論（2016年12月4日、Kindle）石川真:著、吉田かずお監修
- かかる！　かわる！　わかる！　吉田式「実用催眠術」勉強法: 催眠三年目の感想文（2017年3月4日、Kindle）石川真:著、吉田かずお監修
- 本気に催眠術師になりたくなったあなたへ　催眠五年目の感想文　上巻（2020年8月30日、Kindle版）石川真:著、吉田かずお監修
- 本気に催眠術師になりたくなったあなたへ　催眠五年目の感想文　下巻（2020年8月30日、Kindle版）石川真:著、吉田かずお監修

## カセット
- サクセスカセットシリーズ 催眠文庫 - 全２８巻（1988～1991年）[16]